# Mulligatawny

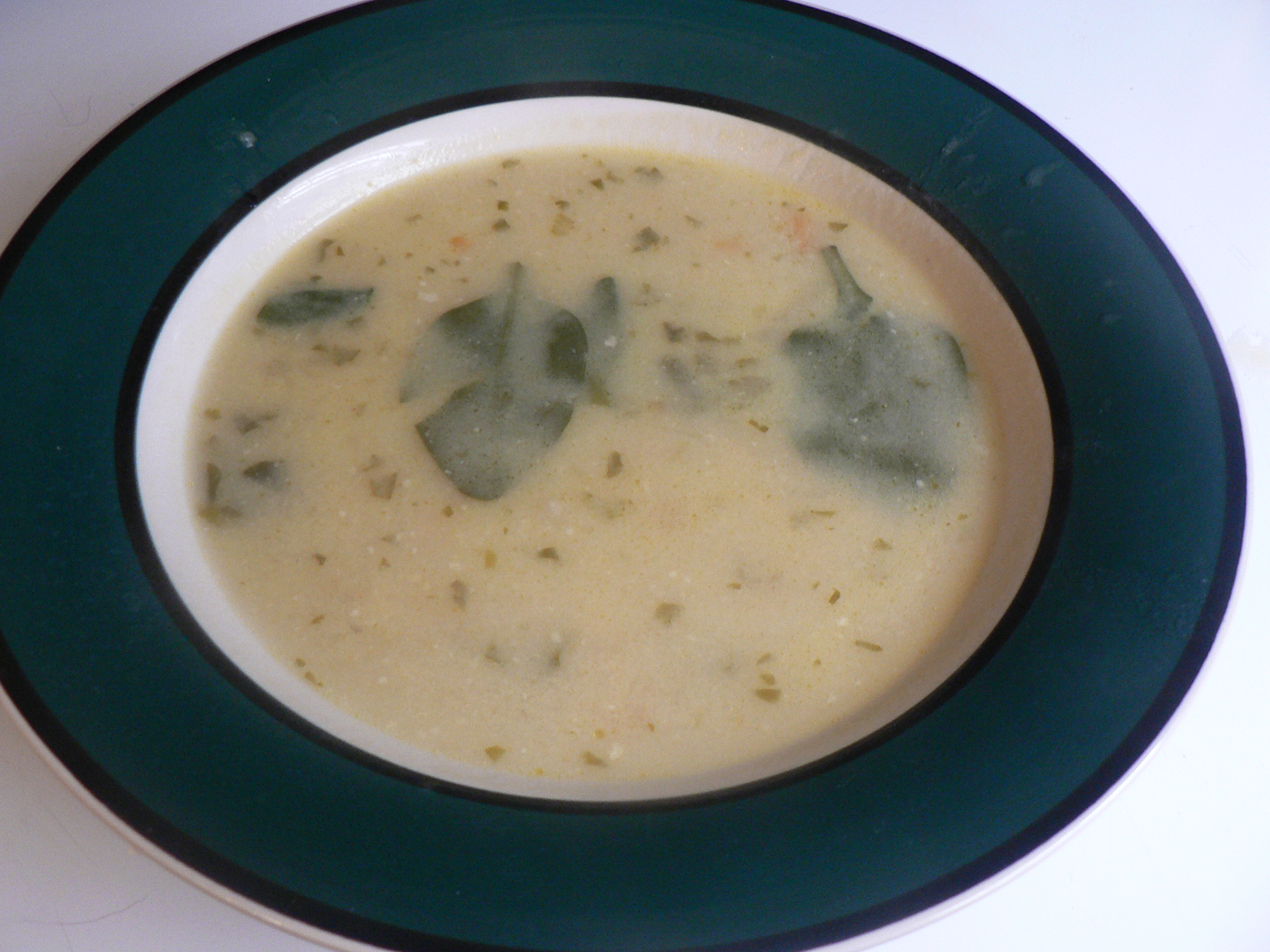
Mulligatawny

Mulligatawny é uma sopa típica da culinária anglo-indiana, composta por um caldo de carne e tempero de caril, muitas vezes engrossada com arroz.
O mulligatawny é uma sopa que nasceu na Índia sob a forma de um simples caldo de hortaliças temperado com um mistura picante de caril. Mulligatawny, na língua tâmil, significa «água de pimenta».